# Sant'Isidoro a Capo le Case
Sant'Isidoro a Capo le Case är en kyrkobyggnad i Rom, helgad åt den helige Isidor av Madrid. Kyrkan är belägen i rione Ludovisi. "Capo le Case", som är en medeltida benämning, betyder ungefär "där husen börjar". Kyrkan Sant'Isidoro a Capo le Case tillhör församlingen Sant'Andrea delle Fratte.

## Kyrkans historia
Kyrkan och klostret grundades av spanska franciskaner 1622, samma år då Isidor blev kanoniserad. Arkitekt var Antonio Casoni. Två år senare ledde penningbrist till att byggnadsprojektet övergavs och munkarna lämnade Rom.
Det ofullbordade byggnadskomplexet överläts åt franciskanordens generalkuria vid Santa Maria in Aracoeli, som i sin tur överlämnade det 1625 åt Luke Wadding, en irländsk franciskanmunk i klostret vid San Pietro in Montorio. Det Påvliga irländska kollegiet öppnade inom kort, under beskydd av kardinal Ludovico Ludovisi, som hade låtit uppföra Villa Ludovisi i närheten.
Arkitekten Domenico Castelli ritade korpartiet och portiken, men fasaden förblev ofullbordad. Munkarna lyckades efter lång tid dock samla ihop medel och kyrkans fasad uppfördes 1703 av Carlo Francesco Bizzaccheri.
Klostret Sant'Isidoro har två korsgångar. Den ena kallas för den spanska korsgången (chiostro spagnolo), den andra är uppkallat efter Luke Wadding (chiostro waddinghiano).
Cappella De Sylva
Det lilla Cappella De Sylva (De Sylva-kapellet) till höger om högkoret ritades av Giovanni Lorenzo Bernini 1663. Kapellet är helgat åt den Obefläckade Avlelsen och den elliptiska altarmålningen är utförd av Carlo Maratta. Kupolen och dess pendentiv är helt förgyllda.
Kapellet överläts 1661 åt portugisen Rodrigo Lopez De Sylva, riddare av Santiagoorden, som ämnade uppföra gravmonument åt sig och sin familj. Monumentet på högra väggen är över Rodrigo själv och hans hustru Beatrice, medan det till vänster är över sonen Francesco Niccolò och dennes hustru Giovanna. Dedikationsinskrifterna på de bägge monumenten är, märkligt nog, omvända. Båda paren framställs i lågreliefer med ramar i röd jaspis, vilka flankeras av framställningar av de kvinnliga allegoriska dygderna Freden och Rättvisan respektive Barmhärtigheten respektive Sanningen. Kapellets ikonografiska tematik går tillbaka på psalm 85 i Psaltaren:
| ” | Godhet och trofasthet möts, fred och rättvisa omfamnar varandra. | „ |

De avlidnas porträttreliefer och de mytologiska gestalterna förenas genom en drapering i svart marmor. Rättvisan bär fasces, medan Freden håller en olivkvist i handen. På motstående sida återfinns Barmhärtigheten och Sanningen, båda barbröstade. Barmhärtigheten klämmer leende på sina bröst. År 1860 lät franciskanmunkarna dölja Barmhärtighetens och Sanningens bröst med skynken i svartmålad brons, men dessa avlägsnades vid en restaurering 2002.
Det har inte helt säkerställts vem som har utfört relieferna av de avlidna och de mytologiska figurerna, men det rör sig sannolikt om ett samarbete mellan Paolo Bernini (son till Giovanni Lorenzo), Giulio Cartari och Paolo Naldini.

## Konstverk i urval
- Andrea Sacchi: Jungfru Maria och Barnet uppenbarar sig för den helige Isidor (omkring 1622; högaltarmålningen)
- Domenico Bartolini: Kristus i Getsemane (1856)
- Charles-André van Loo: Den helige Isidors förhärligande (omkring 1610)
- Carlo Maratta: Jungfruns bröllop
- Carlo Maratta: Flykten till Egypten
- Carlo Maratta: Den helige Josefs död
- Carlo Maratta: Jesu födelse
- Carlo Maratta: Den helige Josefs dröm
- Carlo Maratta: Den helige Josefs förhärligande
- Giovanni Maria Benzoni: Gravmonument över Isabella Ball Thomas och dottern Isabella
- Pietro Paolo Ubaldini: De heliga Annas och Joakims bröllop
- Pietro Paolo Ubaldini: Den evige Fadern
- Pietro Paolo Ubaldini: Jungfru Maria med Barnet och den heliga Anna
- Pietro Paolo Ubaldini: Jungfru Marie födelse
- Pietro Paolo Ubaldini: Jungfru Marie frambärande i templet
- Anonymus: Den helige Johannes Nepomuk förhärligande
- John Hogan: Epitafium över Amelia Curran (1838)
- Anonymus: Gravmonument över Alfonso Manzanedo de Quiñones (1628; bysten tillskrivs Giuliano Finelli[3])
- Anonymus: Den helige Franciskus stigmatisering (1700-tal)
- Francesco De Rossi: Gravmonument över Antonio Borani
- Vincenzo Gajassi: Gravmonument över Ottavia Bryan (1846)
- Giovanni Domenico Cerrini: Jesusbarnet uppenbarar sig för den helige Antonius av Padua (1655)
- Carlo Maratta: Det heliga Korsets upphöjelse

## Bilder

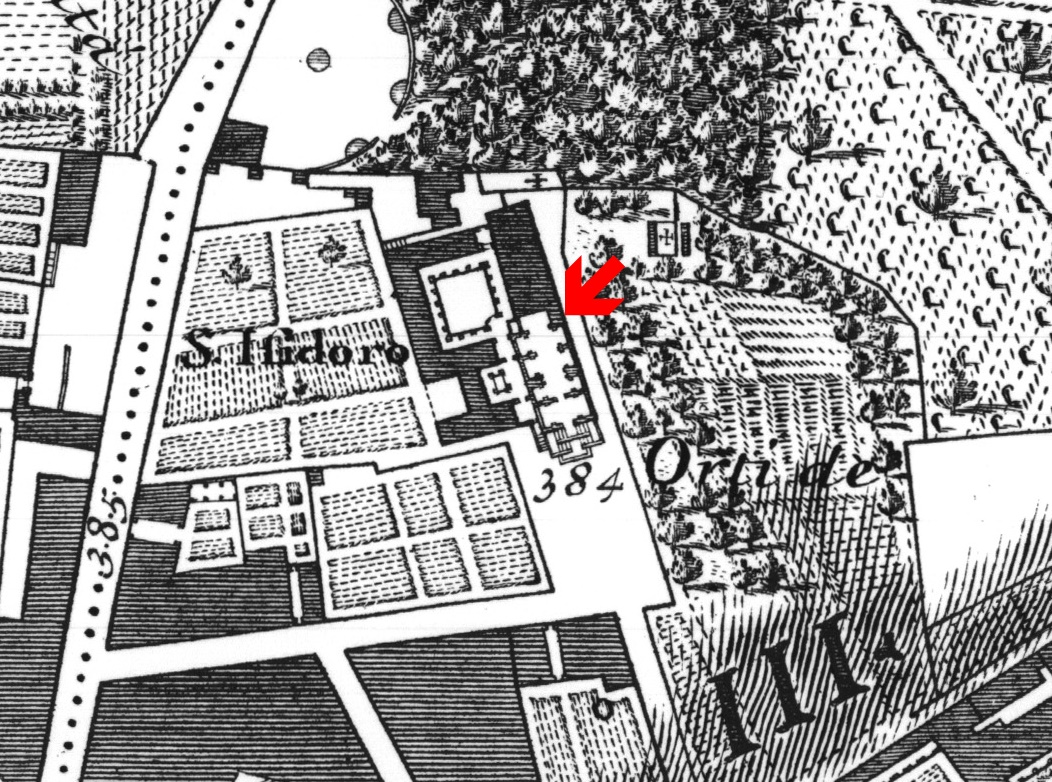
Sant'Isidoro a Capo le Case (nummer 384 vid den röda pilen) på Giovanni Battista Nollis Rom-karta från 1748.
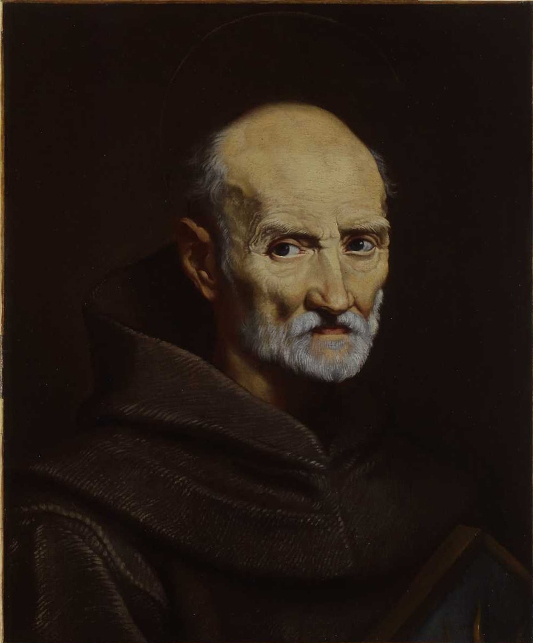
Luke Wadding, målning av Carlo Maratta.
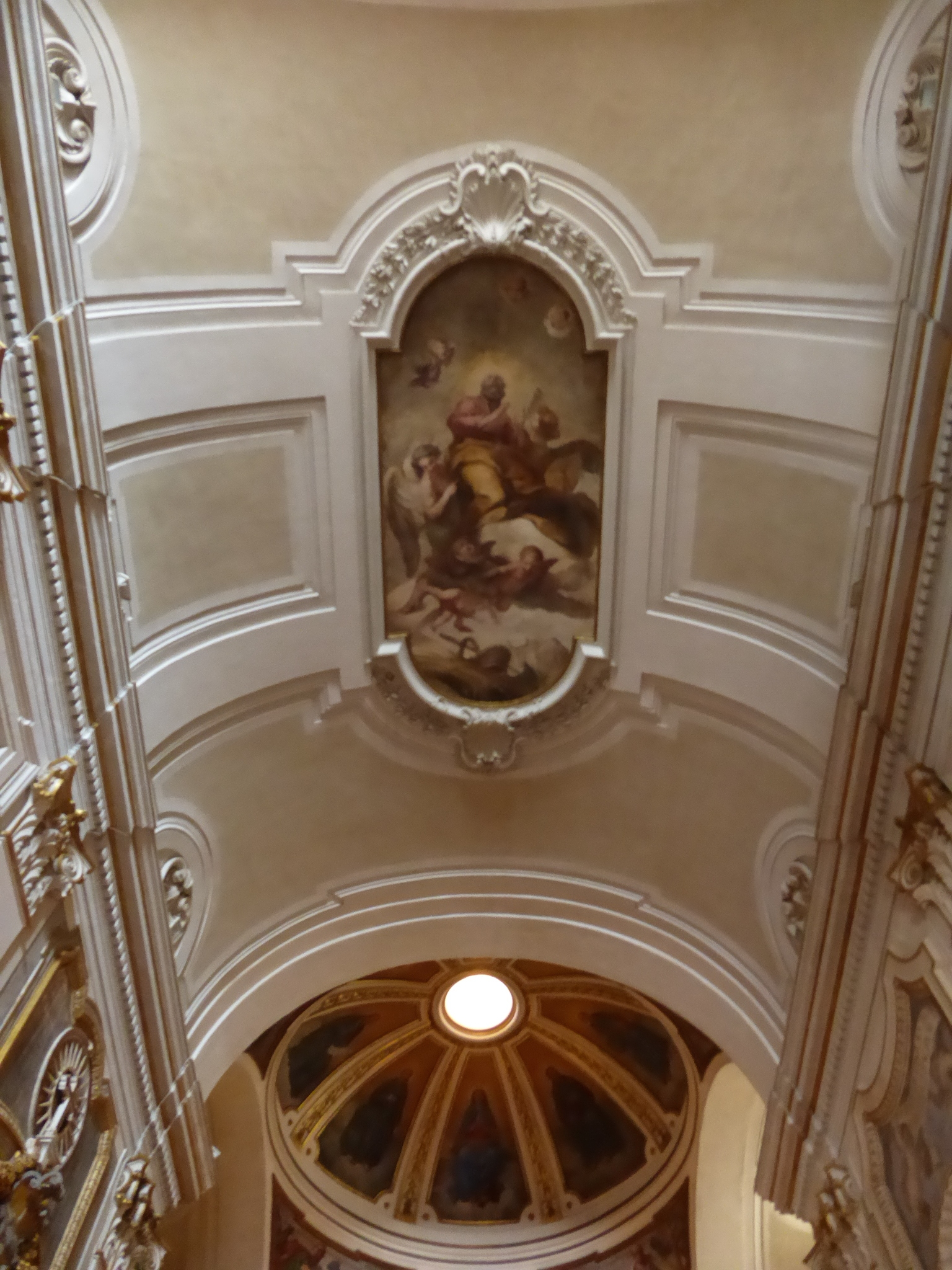
Takfresken Den helige Isidors förhärligande av Charles-André van Loo.
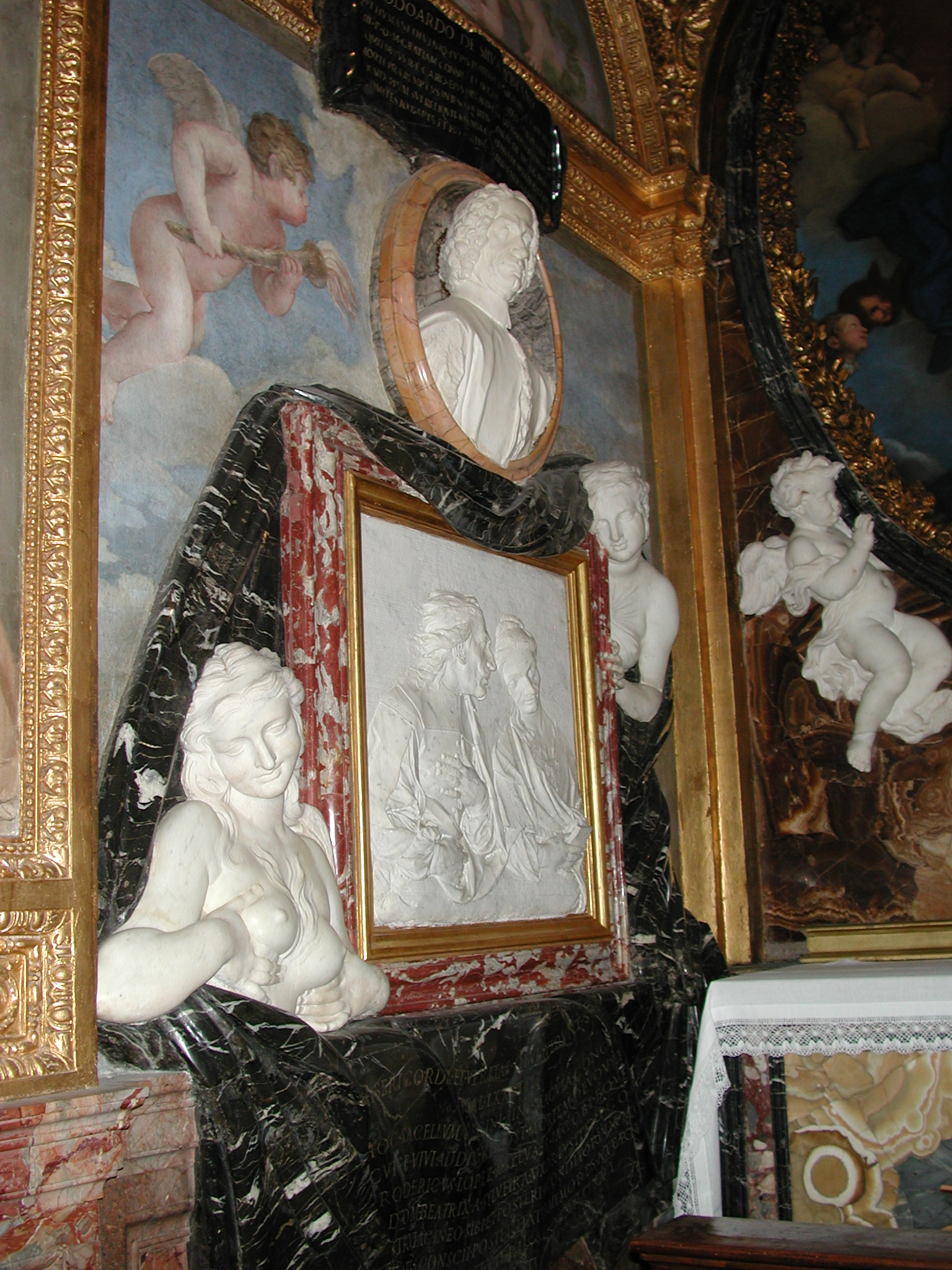
Gravmonumentet över Francesco Niccolò De Sylva och hustrun Giovanna i De Sylva-kapellet.

### Fotnoter
1. ↑  ”Vicariatus Urbis: Chiesa annessa Sant'Isidoro a Capo le Case”. Arkiverad från originalet den 8 april 2015. https://web.archive.org/web/20150408074804/http://www.vicariatusurbis.org/?page_id=188&ID=786. Läst 6 juni 2015.
2. ↑  ”Immacolata "figlia del tuo Figlio", preservata dal peccato da colui che porti tra le braccia.”. Cantuale Antonianum. 8 december 2012. http://www.cantualeantonianum.com/2012/12/immacolata-figlia-del-tuo-figlio.html. Läst 23 maj 2015.
3. 1 2 3  Matteucci 1996, s. 55.
4. ↑  Wittkower 1955, s. 227.
5. ↑  Grassi, Giulia. ”La Cappella de Sylva in Sant'Isidoro a Roma”. Scudit – Scuola d'Italiano. http://www.scudit.net/mddivietiartebern.htm. Läst 24 maj 2015.
6. ↑  Wittkower 1955, s. 228.